# Gamla Huddingevägen

Gamla Huddingevägen är en lokalgata genom stadsdelen Örby i Söderort inom Stockholms kommun. Gatan sträcker sig i sydostlig riktning från Huddingevägen till Magelungskopplet och är ca 1 km lång.
| Huddingevägen genom Örby villastad på 1940-talet och Gamla Huddingevägen genom Örby år 2012. Bilderna är tagna på samma ställe men på olika sidor av gatan. På båda bilderna syns Örby skola på vägens högra sida långt bort i bilden. |  | Huddingevägen genom Örby villastad på 1940-talet och Gamla Huddingevägen genom Örby år 2012. Bilderna är tagna på samma ställe men på olika sidor av gatan. På båda bilderna syns Örby skola på vägens högra sida långt bort i bilden. |
| Huddingevägen genom Örby villastad på 1940-talet och Gamla Huddingevägen genom Örby år 2012. Bilderna är tagna på samma ställe men på olika sidor av gatan. På båda bilderna syns Örby skola på vägens högra sida långt bort i bilden. |  | |

Som namnet antyder har vägen varit en del av Länsväg 226/Huddingevägens ursprungliga sträckning. I takt med att biltrafiken in och ut ur centrala Stockholm ökade blev dock genomfartstrafiken rakt igenom villastaden Örby hög, varför vägen drogs om 1971 med en sträckning norr om stadsdelen. Vägsträckan genom Örby kallas sedan dess Gamla Huddingevägen.
Ursprungligen kantades gatan främst av villabebyggelse från 1900-talets början. I dag återstår endast ett fåtal av de gamla villorna och gatan kantas i huvudsak av flerbostadshus från 1900-talets början fram till 1950-talet, många med restauranger och serviceinrättningar i bottenplanet. Vid gatan ligger Örbyskolan och det arkitektonisk intressanta Leipzighuset.